# Rub' al-Hizb

Rub El Hizb

Il Rubʿ al-Hizb (in arabo ربع الحزب‎?, Rubʿ, "quarto", e ''Hizb'', "gruppo" o "parte") è un diffuso simbolo islamico.
La croce ad otto punte, in realtà creata dalla sovrapposizione di due quadrati ruotati di 45 gradi fra loro, era usata a Tartesso, antica civiltà della Spagna meridionale (motivo per cui è chiamata anche stella tartesica), da cui, con gli otto secoli di dominio di dinastie islamiche sulla regione, sarebbe stata importata nella cultura islamica.
Lo stesso simbolo nella religione ebraica prende il nome di Sigillo di Melchisedec e ne troviamo una rappresentazione nella Basilica di San Vitale a Ravenna la quale, a riprova dell'importanza del simbolo, ha pianta ottagonale.
Lo stesso simbolo ritorna nella cultura induista come stella di Lakshmi, dove le otto punte rappresentano otto manifestazioni secondarie di Lakshmi, dea della ricchezza.
Nell'ambito della calligrafia e della letteratura islamica la stella ad otto punte è usata per indicare la fine di un capitolo, e lo stesso Corano è suddiviso in 60 Hizb (gruppi di lunghezza uguale), scanditi in quarti dal simbolo, ed ogni Hizb a sua volta costituisce la metà di un juzʿ, proprio come i due quadrati visibili nella stella.
Il juzʿ e l'Hizb servono ad agevolare la lettura dell'intero Corano nel corso dell'intero mese lunare di Ramadan, composto appunto da 30 giorni.
Il Rubʿ al-Hizb è visibile sopra:
- Lo stemma dell'Uzbekistan
- Lo stemma del Turkmenistan
- La bandiera del partito Azat
- L'emblema dell'associazione scout del Kazakistan
- Il vecchio emblema dell'associazione degli scout e guide iracheni.
- L'emblema dell'Associazione Scout Musulmani Italiani
- Il logo della metropolitana del Cairo
- La bandiera fittizia di Hatay in Indiana Jones e l'ultima crociata